# Presbytie

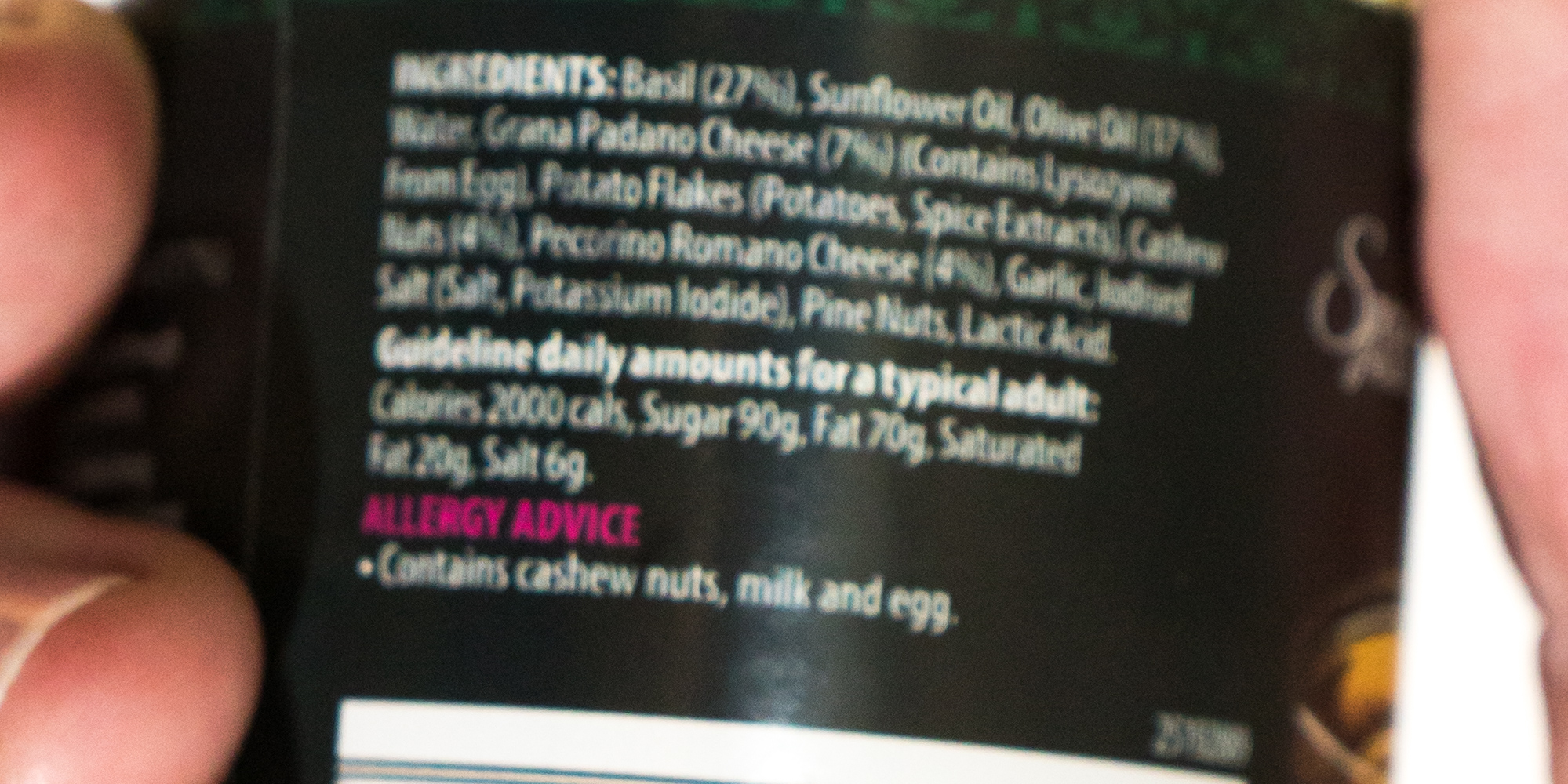
Liste d'ingrédients en petits caractères difficile à lire pour un presbyte

La presbytie, du mot grec presbys  πρέσβυς, qui signifie « vieil homme » ou « ancien », est un trouble de la vision qui rend difficile la focalisation de la vision pour lire ou effectuer un travail de près.
Ce n'est pas une maladie, mais un processus de vieillissement normal de l'œil et plus particulièrement du cristallin qui se sclérose en se durcissant.
Ce processus du vieillissement commence dès la naissance, mais son effet apparaît classiquement aux alentours de 45 ans.
La presbytie évolue rapidement entre l'apparition de son effet et 60 ans, ce qui nécessite de changer fréquemment la puissance des verres correcteurs. Après 65 ans, la presbytie est quasiment à son maximum d'effet et n'évolue par la suite presque plus.

## Épidémiologie
C'est une atteinte courante chez l'être humain âgé, dont la correction par verre est facile. Cependant près de 400 millions de personnes  dans le monde ne disposent pas d'une telle correction et sont handicapées par cette anomalie.

## «Gain» de la myopie
Les personnes myopes restent myopes lorsqu'elles deviennent presbytes. Toutefois, leur myopie peut contribuer à faciliter la lecture sans verres de correction de près, une fois la presbytie installée. Cette propriété de l'œil myope permettant la vision de près est utilisée lorsqu'une « bascule » ou « monovision » est mise en place en lentilles ou au moyen d'une chirurgie pour soulager la presbytie. Dans ce cas, l'œil myope assure la vision de près et l'autre œil, la vision de loin. L'astigmatisme peut aussi aider à supporter la presbytie, s'il n'est pas trop important.

## Caractérisation de la presbytie
La presbytie se caractérise par deux nombres décimaux par œil :
- la sphère est la valeur, exprimée en dioptries, du verre nécessaire pour corriger le défaut visuel ;
- l'addition ('Add') qui  correspond à la force du verre exprimée en dioptries nécessaire pour corriger la vision de près.

## Correction de la presbytie

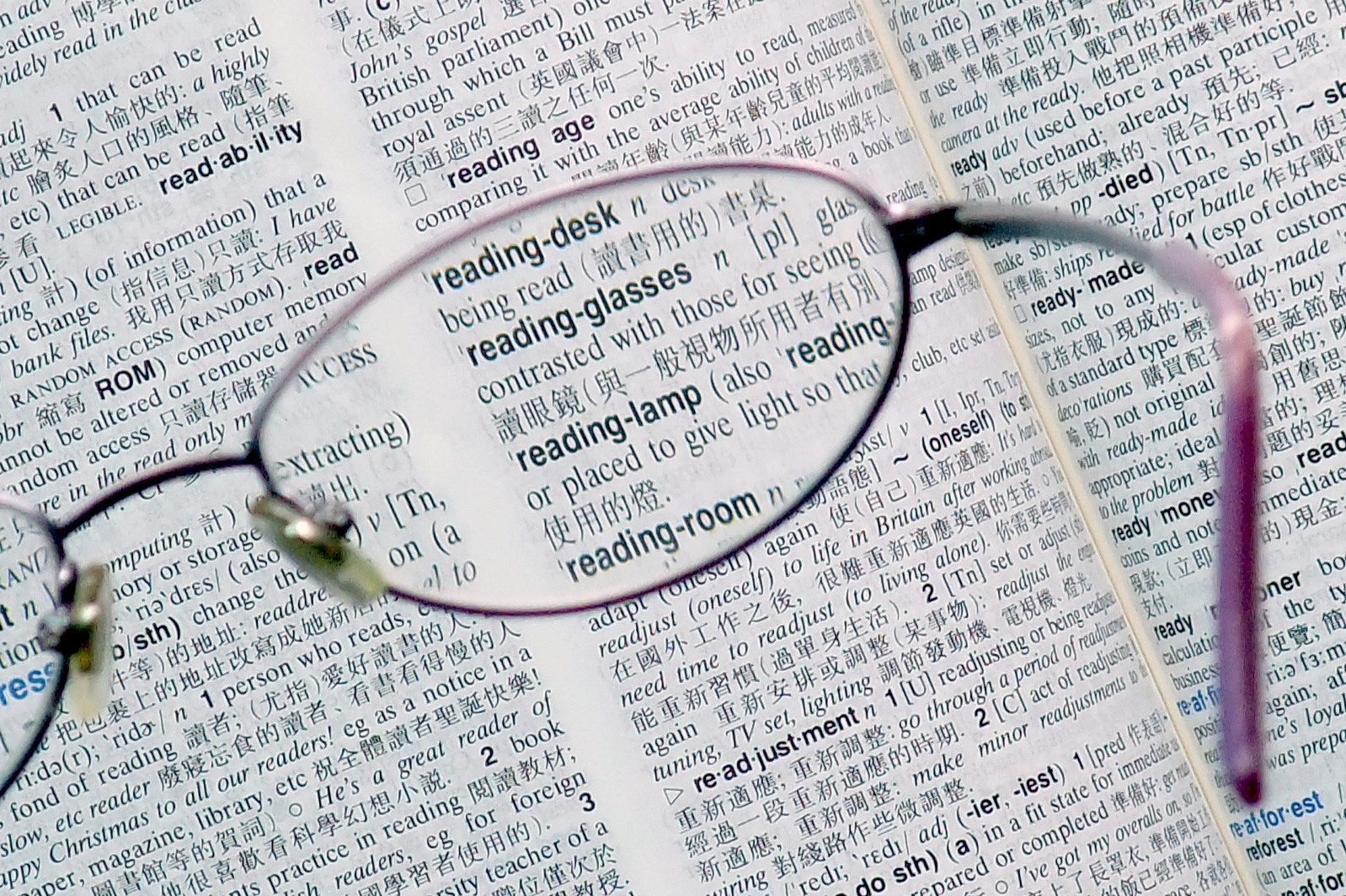
Lunettes de lecture

Les solutions pour corriger la presbytie sont : 
- le port d'un système de correction optique :
  - lunettes à verres progressifs (dont les verres de proximité ou mi-distance sont un sous-type),
  - lunettes à verres multifocaux (double et triple foyer),
  - lentilles de contact (progressives, multifocales ou unifocales),
  - pour certains besoins particuliers de presbytes, les lunettes unifocales ou des montages uniques « maison » peuvent être proposés ;

- une intervention chirurgicale[4] : 
  - laser Excimer (Presby-Lasik, Laser Excimer, ou Femtoseconde IntraCOR, SupraCor, Isovision…) soit pour rendre les cornées des deux yeux multifocales, soit pour donner à la cornée d'un œil la correction pour une vision de près et pour l'autre œil une vision de loin,
  - chirurgie classique, pour remplacer le cristallin par un implant multifocal.

Il y a trois principes de correction de la presbytie :
- la monovision, à la manière d'un monocle, par laquelle un œil sera corrigé pour voir correctement de près et l'autre au loin. Ce mode de correction se rencontre sur des patients ayant subi une opération chirurgicale de remplacement du cristallin par un implant monofocal, des patients équipés de lentilles de contact monofocales et des presbytes ayant subi une opération de la cornée par Laser en vue de mettre en place une correction monofocale ;
- la vision multifocale, où le système correcteur envoie plusieurs images de la scène vue sur la rétine de l'œil, chaque image étant corrigée pour une distance précise, le cerveau se chargeant de filtrer les images pour n'en garder que la bonne. Ce mode de correction se rencontre sur des patients ayant subi une opération chirurgicale de remplacement du cristallin par un implant multifocal, des patients équipés de lentilles de contact multifocales et des presbytes ayant subi une opération de la cornée par Laser en vue de mettre en place une correction multifocale ;
- la vision progressive, où le système fournit à l'œil la correction nécessaire pour chaque distance de vue. Il s'agit dans le cas de lunettes à verres progressifs de viser à travers la bonne zone des lunettes ; dans le cas de lentilles progressives, ces lentilles se déplacent sur l'œil, avec le contact des paupières, selon son axe de vision, ce qui place devant le cristallin la zone de vision adéquate.

Plusieurs techniques de chirurgie laser multifocales regroupées sous la dénomination PresbyLasik, comme Isovision ou Supracor,, présentent l'intérêt de pouvoir corriger la presbytie et l'ensemble des troubles de la réfraction sur les deux yeux en même temps et à toutes les distances et ce quel que soit l'âge du patient. Elles respectent le couple œil dominant-œil dominé et permettent aux patients de récupérer une bonne vision à n'importe quelle distance sur chaque œil. La fatigue de la vision est donc moindre et les maux de têtes sont limités lors d'activités telles que le travail sur ordinateur ou la conduite.

## La presbytie dans la fiction
La presbytie du personnage de Guillaume de Baskerville, dans le roman Le Nom de la rose, d'Umberto Eco, joue un rôle non négligeable dans l'intrigue du roman, notamment à partir du moment où l'ancien inquisiteur se fait voler ses lunettes, ce qui le contraint à impliquer son protégé, Adso de Melk, dans son enquête. Le jeune novice lui sert d'intermédiaire pour prendre connaissance des détails qui lui sont inaccessibles, par exemple des caractères grecs anciens ou des symboles astrologiques sur un manuscrit, qu'il s'efforce de reproduire à plus grande échelle pour son mentor.